# Запис Стојановићa дуд (Баточина)
Запис Стојановићa дуд (Баточина) се налази на парцели чији је власник Стојановић Драгиша.

## Локација
| Општина             | Баточина                                                                    |
| Катастарска општина | Баточина                                                                    |
| Потес               | Стражевица                                                                  |
| Координате          | 44° 08′ 30″ С; 21° 04′ 21″ И / 44.141800000000003° С; 21.072600000000001° И |
| Надморска висина    | m                                                                           |

## Карактеристике
Дендрометријске вредности утврђене на терену и сателитским снимцима:
| Стабло                     | Дуд |
| Висина стабла              | m   |
| Обим дебла                 | m   |
| Пречник крошње             | 11m |
| Пречник дебла              | m   |
| Висина дебла до прве гране | m   |

## База записа
Запис је у оквиру Викимедија пројекта "Запис - Свето дрво" заведен под редним бројем 0505.